# Pindsko gorje
Pindsko gorje (grčki: Πίνδος) je planinski lanac smješten u sjevernoj Grčkoj i južnoj Albaniji.
Najveći dio gorja nalazi se u sjeverozapadnoj Grčkoj, a manji u južnoj Albaniji. U Grčkoj Pindsko gorje zovu i kičma Grčke, jer bilo ovog planinskog lanca dijeli Grčku na jonski (Epir) i egejski sliv (Tesalija). Pindsko gorje prostire se u povijesnim grčkim pokrajinama; Tesaliji, Epiru i Makedoniji.

## Zemljopisne osobine
Ovaj planinski lanac dobio je ime po najvećoj i središnjoj planini Pind, dugoj oko 160 km. Ova planina prostire se između Epira i Tesalije. Najviši vrh ove planine, a i cijelog lanca je Smolikas sa svojih 2.637 m. 
Pindsko gorje se na sjeveru proteže do sljedećeg planinskog masiva Šar-planine i Koraba (neki geografi drže ovo gorje jedinstvenim i zovu Šarsko-Pindsko gorje), a na jugu do Parnasa i planina središnjeg Peloponeza. Čak i gorja na Jonskom otočju, poput Krfa ili Zakintosa,  pripadaju ovom planinskom sustavu.

## Gospodarstvo i stanovništvo
U Pindskom gorju, najveći dio stanovnika su Grci, u sjeverezapadnom dijelu gorja to su Albanci, značajne manjine su Makedonci (u sjeveroistočnom dijelu gorja) i Aromuni u središnjem i najvišem dijelu gorja (oko Metsova i Gramosa).
U ovom gorju je od antike tradicionalna grana privrede - stočarstvo i eksploatacija drva. U novije vrijeme razvija se i zimski turizam (Metsovo).

## Promet
Od 2006. god, kroz gorje prolazi Grčka nacionalna magistrala broj 6, koja spaja zapadnu i istočnu Grčku. U planovima je izgradnja suvremene autoceste - Egnatia Odos, imenovane tako po staroj rimskoj cesti Via Egnatia

## Biljni i životinjski svijet
Pindsko gorje ima različite ekosustave od dubokih kanjona do strmih planinskih visova, načelno se može podijeliti u dvije šumske zone.
- Crnogorični šumski pojas, koji dominira na najvišim dijelovima gorja (do granice rasta drveća) sa stablima; Austrijska Pinija i endemskom grčkom jelom.
- Mješoviti šumski pojas, listopadnog i četinarskog drveća koji dominira u nižim i srednjim dijelovima gorja.

U Pindskom gorju ima staništa velikih kolonija ptica; čaplji, žličarki i pelikana koje se hrane ribom iz hladnih planinskih jezera u gorju.
Pindsko gorje je jedno od posljednjih europskih područja gdje se može vidjeti rijetkog dalmatinskog pelikana, vuka, šakala i medvjeda.